# Ледники Грузии

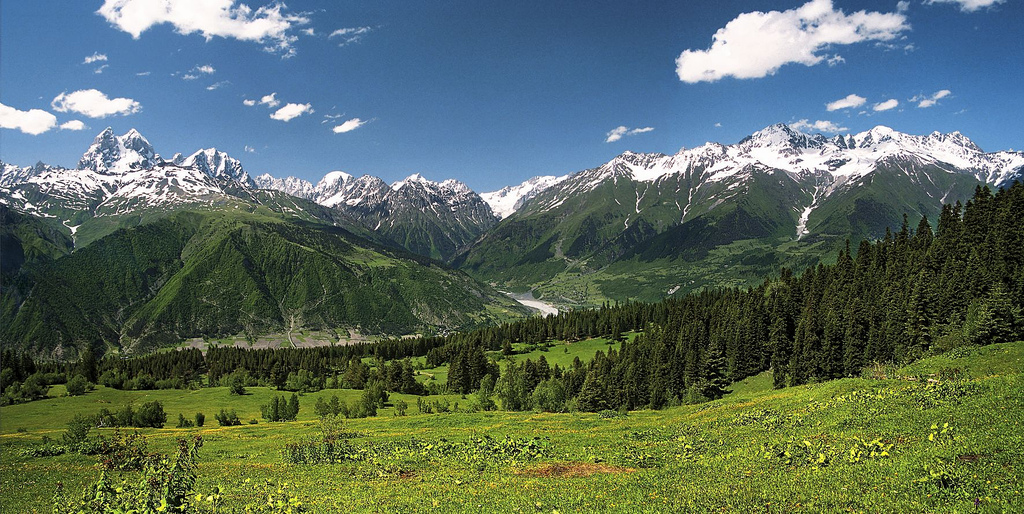
В Сванетии находятся крупнейшие ледники Грузии.

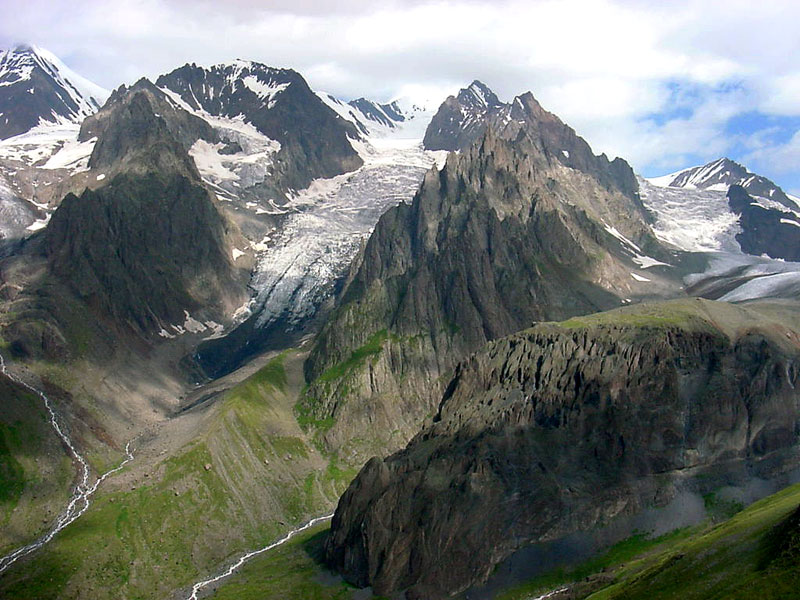
Вид на небольшие, изолированные группы ледников в Восточной Грузии

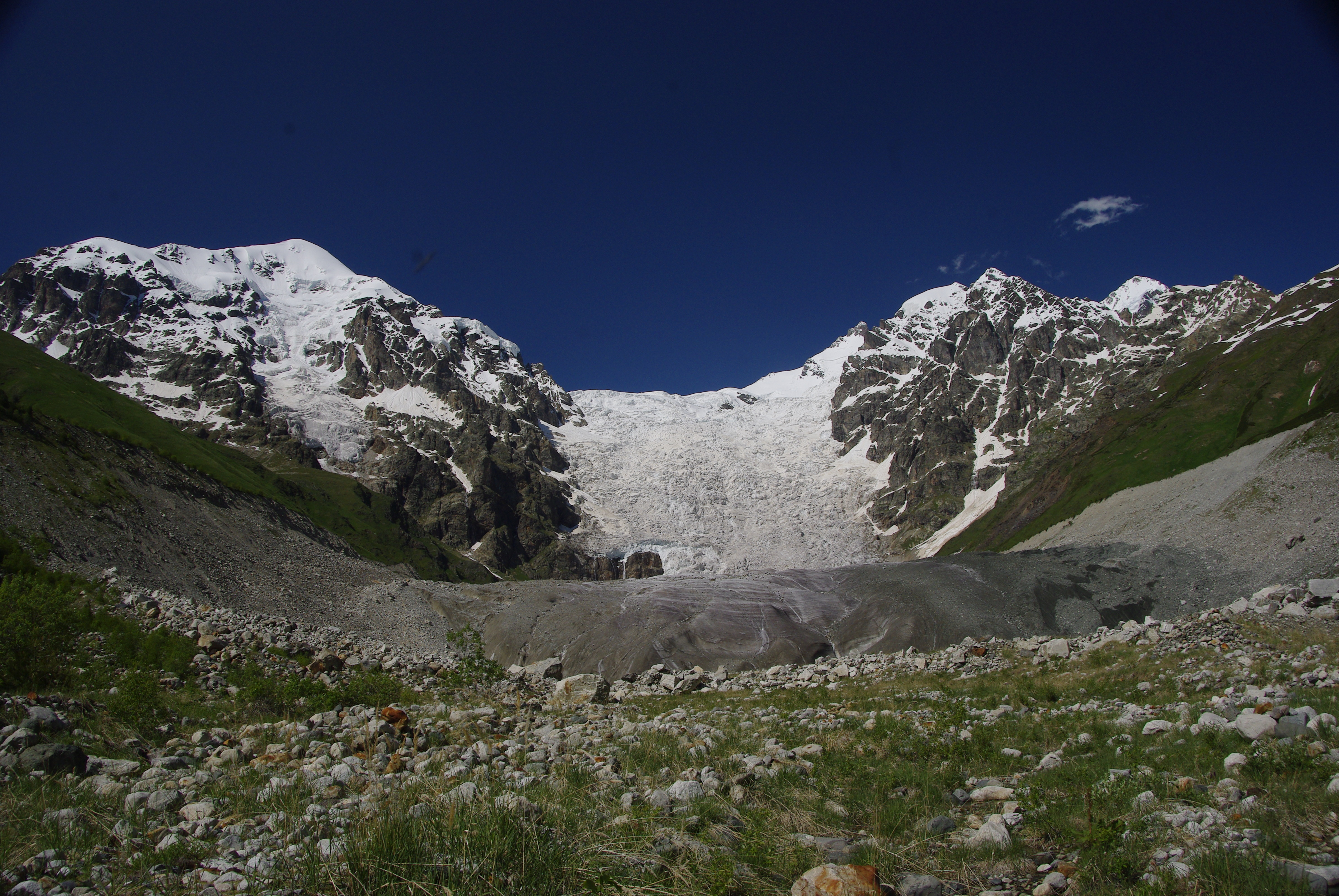
Ледник Адиши

Ледники Грузии расположены, главным образом, вдоль большого Кавказского хребта.

## Общие сведения
Пространственное распространение современных ледников на территории Грузии обусловлена особенностями атмосферных процессов, морфолого-морфометрическим условиям рельефа и их взаимодействие. Основные центры оледенения связаны с повышенными Кавказского хребта водораздельного хребта и Казбекского массива. Отдельные центры могут быть найдены в районе большого Кавказского филиала в районах: Бзыбь, Кодори, Самегрело, Сванети, Лечхуми, Пирикительская Алазани и т.д. По данным 2015 года, в Грузии 637 ледников с общей площадью 355,80 км². Современные ледники сосредоточены в основном в речных бассейнах Ингури, Риони, Кодори и Терека, где есть пики 4500 м и выше. 89,32 % от суммарного объёма и 97,15 % площади ледников Грузии находятся в этих бассейнах.
 
Современные ледники неравномерно распределены между различными речными бассейнами. Здесь ведущее место принадлежит бассейну реки Ингури; его доля 42,22 % от общего количества ледников Грузии, а также 62,78 % от общей площади ледников Грузии — доля речного бассейна Ингури.

### Объём
Кроме бассейна реки Ингури, вклад других речных бассейнов в общий объём ледников Грузии распределяются следующим образом: в Кодорском ущелье реки бассейна — 22,76 %; в бассейне реки Риони — 15,22 %; в бассейне реки Терек — 9,10 %; в Пирикитской Алазани река бассейна – 3,19 %; в бассейне реки Бзыби — 2,82 %; в бассейне реки Большая Лиахви — 1,56 %, а в бассейне реки Хобисцкали — 1,41 %. Что касается бассейнов рек Аргун, Аса, Арагви и Келасури, их совместная доля составляет 1,72% от общего числа ледников Грузии.

### Площадь
Кроме бассейна реки Ингури, вклад других речных бассейнов по общей площади ледников Грузии распределяются следующим образом: в бассейне реки Риони — 13,11 %; Кодорском речном бассейне — 11,25 %; в бассейне реки Терек — 9,99 %; в бассейне реки Бзыби — 1,12 %; в бассейне реки Пирикительская Алазани — 0,68 %. Что касается бассейнов рек Большая Лиахви, Хобисцкали, Аргун, Арагви и Келасури, — их совместная доля составляет 1,07 % от общей площади ледников Грузии.

## Учёные о ледниках
Великий грузинский учёный Вахушти Багратиони даёт первую научную информацию о ледниках Грузии в начале 18 века:
“Есть большие горы, которые имеются на Кавказе к северу от Чёрного моря до Каспийского моря, высота которых составляет от одного дня ходьбы и вершины его постоянно морозны, толщина льда в человеческую руку (the length of the ice is of k-l arm), и летом он ломается и, если человек остаётся там, он не может терпеть холод даже на малое время; а под ней текут реки, и лёд красный и зелёный, как камень из-за его возраста”.
Спустя почти сто лет, зарубежные учёные стали описывать ледники Грузии. Информацию о ледниках Грузии можно найти в работах:
- Г. Абиха (1865),
- Г. Рэдди (1873),
- Н. Диника (1884),
- И. Рашевского (1904)
- и др.

Эта информация связана с индивидуальными особенностями ледников и, в основном, носит описательный характер. Однако, их выводы очень помогают в определении динамики отдельных ледников.

В 1880-1910 годах проводилась топографическая съёмка большого Кавказа. На основе созданных карт К. И. Подозерский (1911) составил первый подробный каталог ледников, который до сих пор не утратил своего значения; но следует отметить, что во время его компиляции был сделан ряд ошибок.

Л. Рейнхардт (1916, 1917) отметил эти ошибки в дальнейшем, и составил новый каталог на протяжении многих ледниковых водоемов исследуемого региона и определил местоположение снеговой линии. Исследования, проведённые А. Рейнхардтом имеют высокое качество и надёжные по своей научной ценности по сравнению с предшествующими ему исследователями.

Интересные исследования были проведены Ф. Рутковской (1936) в связи с проведением 2-го Международного Полярного года. В 1932-1933 годах оледенение реки Ингури было изучена и была определена динамика (за один год) отдельных ледников.

В 1959 году П. А. Иваньков выдал общее количество и площадь ледников в изучаемой области на основе топографических карт и аэрофотосъёмки 1946 года. В том же году П. Ковалёва (1961) описала в деталях ледники и произвела их маркировку.

Большая работа по изучению ледников Грузии была проведена в 1937 году Д. Церетели вместе с Элом.

А. Ф. Асланикашвили обследовал несколько ледников и в 1963 году описал динамику ледников в период 1937-1960 годов.
 
Особенно следует отметить большую и разностороннюю работу, которая была проделана в Гляциологической лаборатории при грузинском Институте географии имени Вахушти Багратиони; итоги этой многолетней работы были обобщены в 1975 году изданием каталога ледников; а также — Гидрографический Отдел Гидро-Метеорологического Департамента, который опубликовал работу о Ледниках Большого Кавказа (редакторы: В. Цомая, Е. Дробышев, 1970).

Следует также отметить многолетние исследования различных ледников в крупных речных бассейнах Р. Гобеджишвили. Можно считать его заслугой, что после 1990-х годов, гляциологические исследования в Грузии не были прекращены.

#### Гляциологи
Изучали ледники Грузии по речным бассейнам:
- Л. И. Маруашвили,
- Д. Б. Уклеба,
- Т. Кикалишвили,
- Г. Курдгелаидзе,
- Д. Табидзе,
- Р. Хазарадзе,
- О. Николаишвили,
- В. Цомая,
- А. Дробишеви,
- Р. Шенгелия,
- Р. Гобеджишвили,
- К. Мгеладзе,
- Т. Лашхи,
- Ш. Инашвили,
- Н. Голодовская,
- Л. Серебрянный,
- А. Орлов,
- А. Надирашвили,
- Н. Закарашвили,
- А. Рехвиашвили,
- О. Самадбегишвили,
- и другие.

#### Гляцио-геоморфологические работы
Гляцио-геоморфологические работы велись с 1968 г. (Р. Гобеджишвили).
 
В различных речных бассейнах было проведено изучение крупнейших ледников фото-теодолитической методой. Это — ледники, такие как:
- Зохито-Лабода,
- Киртишо,
- Брили,
- Часахтоми,
- Эдена,
- Хваргула,
- Боко,
- Буба,
- Тбилиса,
- Адиши,
- Чалаати,
- Долра,
- Квиши,
- Ладевали,
- Шхара,
- Намквани,
- Корулдаши,
- Марухского,
- Кличи,
- и ледник типа «цирк» в бассейне Кличи.

Сегодня Гляциологическая группа, под руководством Левана Тиелидзе, каждый год проводит гляциологические экспедиции на Кавказских ледниках в различных речных бассейнах.

## Обзор
В Западной Грузии имеются достаточно развитая ледниковые системы, с многочисленными ледниками, происходящими от источника Бзыбь река в Западной Абхазии до Мамисонского перевала на границе с Северной Осетией. Крупнейшие национальные ледники этого региона лежат в бассейне реки Ингури.

Ледники Восточной Грузии обычно состоят из небольших, изолированных групп. Кроме того, горные хребты, которые возвышаются к северу от главного Кавказского хребта, более оледенелые, чем в соседних районах, которые отходят от южных склонах Кавказа.
 
Линии оледенения в диапазоне 2,800–2,900 метров над уровнем моря; в Западной Грузии до 3600 метров в крайней Восточной Грузии, близ г. Лагодехи. Контраст возникает, в основном, из-за различия в климате, вызванном общим уменьшение осадков по линии Запад-Восток, — что приводит к более континентальным климатам в районах Восточной Грузии.